# Rzepiennik Strzyżewski (gmina)
Rzepiennik Strzyżewski – gmina wiejska położona w południowo-wschodniej części województwa małopolskiego, w powiecie tarnowskim, pomiędzy rzekami Ropą i Białą, w dolinie rzek Rzepianka (Rzepiennik) i Olszynka. Tworzą ją wsie: Kołkówka, Olszyny, Rzepiennik Biskupi, Rzepiennik Strzyżewski, Rzepiennik Suchy i Turza. W latach 1975–1998 gmina położona była w województwie tarnowskim.
Obszar gminy rozciąga się na pograniczu Pogórza Ciężkowickiego. Jest to teren wyżynny, ukształtowany przez ciągi wzniesień o wysokości bezwzględnej 300–500 m i wysokości względnej od 100 do 300 m. Wzniesienia rozdzielone są dolinami potoków Rzepianka i Olszynka oraz licznymi ich dopływami – potokami. Część gminy znajduje się w granicach dwóch parków krajobrazowych: Ciężkowicko-Rożnowskiego Parku Krajobrazowego oraz Parku Krajobrazowego Pasma Brzanki.

## Struktura powierzchni
Według danych z roku 2002 gmina Rzepiennik Strzyżewski ma obszar 70,23 km², w tym:
- użytki rolne: 73%
- użytki leśne: 20%

Gmina stanowi 4,96% powierzchni powiatu.

## Demografia

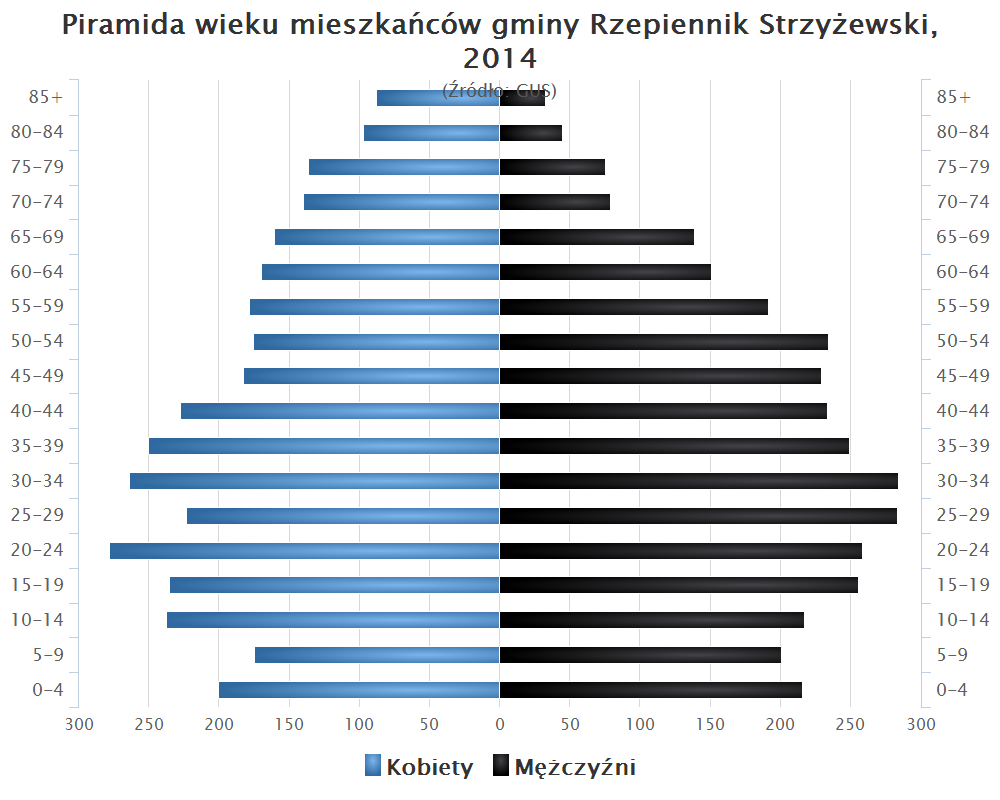
Piramida wieku mieszkańców gminy Rzepiennik Strzyżewski w 2014 roku

Dane z 31.12.2017 roku
| Opis                              | Ogółem | Ogółem | Mężczyźni | Mężczyźni | Kobiety | Kobiety |
| --------------------------------- | ------ | ------ | --------- | --------- | ------- | ------- |
| jednostka                         | osób   | %      | osób      | %         | osób    | %       |
| populacja                         | 6721   | 100    | 3374      | 50,2      | 3347    | 49,8    |
| gęstość zaludnienia (mieszk./km²) | 96     | 96     | 49        | 49        | 47      | 47      |

## Sołectwa
Kołkówka, Olszyny, Rzepiennik Biskupi, Rzepiennik Strzyżewski, Rzepiennik Suchy, Turza.

## Sąsiednie gminy
Biecz, Ciężkowice, Gromnik, Moszczenica, Szerzyny, Tuchów

## Miasta partnerskie
- Abádszalók